# Trispinaria sulcata
Trispinaria sulcata är en stekelart som beskrevs av Van Achterberg 1991. Trispinaria sulcata ingår i släktet Trispinaria och familjen bracksteklar. Inga underarter finns listade i Catalogue of Life.